# 奧拉夫峰
奧拉夫峰是南極洲的山峰，位於鮑威特島中心以北，處於瓦爾迪維瓦角以南，海拔高度780米，是該島的最高點，人類在2012年2月21日首次登頂。
54°25′14″S 3°23′13″E / 54.42056°S 3.38694°E